# Tableau des consonnes
Les consonnes s'opposent aux voyelles. Contrairement aux voyelles, en règle générale, elles ne forment pas de syllabes indépendates.
| Mode d'articulation | Mode d'articulation | Mode d'articulation | Point d'articulation | Point d'articulation | Point d'articulation | Point d'articulation | Point d'articulation | Point d'articulation | Point d'articulation | Point d'articulation | Point d'articulation | Point d'articulation | Point d'articulation | Point d'articulation | Point d'articulation | Point d'articulation | Point d'articulation | Point d'articulation | Point d'articulation | Point d'articulation | Point d'articulation | Point d'articulation | Point d'articulation | Point d'articulation | Point d'articulation | Point d'articulation | Point d'articulation | Point d'articulation | Point d'articulation | Point d'articulation | Point d'articulation | Point d'articulation | Point d'articulation | Point d'articulation | Point d'articulation |
| Mode d'articulation | Mode d'articulation | Mode d'articulation | Labiale              | Labiale              | Labiale              | Labiale              | Labiale              | Labiale              | Labiale              | Coronale             | Coronale             | Coronale             | Coronale             | Coronale             | Coronale             | Coronale             | Coronale             | Coronale             | Coronale             | Coronale             | Coronale             | Dorsale              | Dorsale              | Dorsale              | Dorsale              | Dorsale              | Dorsale              | Dorsale              | Dorsale              | Laryngale            | Laryngale            | Laryngale            | Laryngale            | Laryngale            | Laryngale            |
| Mode d'articulation | Mode d'articulation | Mode d'articulation | Labiale              | Labiale              | Labiale              | Labiale              | Labiale              | Labiale              | Labiale              | Dentale              | Dentale              | Alvéolaire           | Alvéolaire           | Post-alvéolaire      | Post-alvéolaire      | Post-alvéolaire      | Post-alvéolaire      | Post-alvéolaire      | Post-alvéolaire      | Post-alvéolaire      | Post-alvéolaire      | Dorsale              | Dorsale              | Dorsale              | Dorsale              | Dorsale              | Dorsale              | Dorsale              | Dorsale              | Radicale             | Radicale             | Radicale             | Radicale             | Glottale             | Glottale             |
| Mode d'articulation | Mode d'articulation | Mode d'articulation | Bilabiale            | Bilabiale            | Labio-dentale        | Labio-dentale        | Labio-palatale       | Labiale-vélaire      | Labiale-vélaire      | Dentale              | Dentale              | Alvéolaire           | Alvéolaire           | Palato-alvéolaire    | Palato-alvéolaire    | Rétroflexe           | Rétroflexe           | Alvéolo-palatale     | Alvéolo-palatale     | Alvéolo-vélaire      | Alvéolo-vélaire      | Palatale             | Palatale             | Vélaire              | Vélaire              | Labio-vélaire        | Labio-vélaire        | Uvulaire             | Uvulaire             | Pharyngale           | Pharyngale           | Épiglottale          | Épiglottale          | Glottale             | Glottale             |
| ------------------- | ------------------- | ------------------- | -------------------- | -------------------- | -------------------- | -------------------- | -------------------- | -------------------- | -------------------- | -------------------- | -------------------- | -------------------- | -------------------- | -------------------- | -------------------- | -------------------- | -------------------- | -------------------- | -------------------- | -------------------- | -------------------- | -------------------- | -------------------- | -------------------- | -------------------- | -------------------- | -------------------- | -------------------- | -------------------- | -------------------- | -------------------- | -------------------- | -------------------- | -------------------- | -------------------- |
| Pulmoniques         | Obstruante          | Occlusive           | p                    | b                    | p̪                    | b̪                    |                      | k͡p                   | g͡b                   | t̪                    | d̪                    | t                    | d                    |                      |                      | ʈ                    | ɖ                    |                      |                      |                      |                      | c                    | ɟ                    | k                    | g                    | kʷ                   | gʷ                   | q                    | ɢ                    |                      |                      | ʡ                    |                      | ʔ                    |                      |
| Pulmoniques         | Obstruante          | Affriquée           | p͡ɸ                   | b͡β                   | p͡f                   | b͡v                   |                      |                      |                      | t͡θ                   | d͡ð                   | t͡s                   | d͡z                   | t͡ʃ                   | d͡ʒ                   | t͡ʂ                   | d͡ʐ                   | t͡ɕ                   | d͡ʑ                   |                      |                      | c͡ç                   | ɟ͡ʝ                   | k͡x                   | g͡ɣ                   |                      |                      | q͡χ                   | ɢ͡ʁ                   |                      |                      | ʡ͡ʜ                   |                      | ʔ͡h                   |                      |
| Pulmoniques         | Obstruante          | Affriquée latérale  |                      |                      |                      |                      |                      |                      |                      |                      |                      | t͡ɬ                   | d͡ɮ                   |                      |                      |                      |                      |                      |                      |                      |                      |                      |                      |                      |                      |                      |                      |                      |                      |                      |                      |                      |                      |                      |                      |
| Pulmoniques         | Obstruante          | Fricative           | ɸ                    | β                    | f                    | v                    |                      |                      |                      | θ                    | ð                    | s                    | z                    | ʃ                    | ʒ                    | ʂ                    | ʐ                    | ɕ                    | ʑ                    | ɧ                    |                      | ç                    | ʝ                    | x                    | ɣ                    | xʷ                   | ɣʷ                   | χ                    | ʁ                    | ħ                    | ʕ                    | ʜ                    | ʢ                    | h                    | ɦ                    |
| Pulmoniques         | Obstruante          | Fricative latérale  |                      |                      |                      |                      |                      |                      |                      |                      |                      | ɬ                    | ɮ                    |                      |                      |                      |                      |                      |                      |                      |                      |                      |                      |                      |                      |                      |                      |                      |                      |                      |                      |                      |                      |                      |                      |
| Pulmoniques         | Sonante             | Roulée              | ʙ̥                    | ʙ                    |                      |                      |                      |                      |                      |                      | r̪                    | r̥                    | r                    |                      |                      |                      | ɽ͡r                   |                      |                      |                      |                      |                      |                      |                      |                      |                      |                      |                      | ʀ                    |                      |                      |                      | ᴙ                    |                      |                      |
| Pulmoniques         | Sonante             | Battue              |                      | ⱱ̟                    |                      | ⱱ                    |                      |                      |                      |                      | ɾ̪                    |                      | ɾ                    |                      |                      |                      | ɽ                    |                      |                      |                      |                      |                      |                      |                      |                      |                      |                      |                      |                      |                      |                      |                      |                      |                      |                      |
| Pulmoniques         | Sonante             | Battue latérale     |                      |                      |                      |                      |                      |                      |                      |                      |                      |                      | ɺ                    |                      |                      |                      |                      |                      |                      |                      |                      |                      |                      |                      |                      |                      |                      |                      |                      |                      |                      |                      |                      |                      |                      |
| Pulmoniques         | Sonante             | Nasale              |                      | m                    |                      | ɱ                    |                      |                      | ŋ͡m                   |                      | n̪                    |                      | n                    |                      |                      |                      | ɳ                    |                      |                      |                      |                      |                      | ɲ                    |                      | ŋ                    |                      | ŋʷ                   |                      | ɴ                    |                      |                      |                      |                      |                      |                      |
| Pulmoniques         | Sonante             | Spirante            |                      | β̞                    |                      | ʋ                    | ɥ                    |                      |                      |                      | ð̞                    |                      | ɹ                    |                      |                      |                      | ɻ                    |                      |                      |                      |                      |                      | j                    |                      | ɰ                    | ʍ                    | w                    |                      |                      |                      |                      |                      |                      |                      |                      |
| Pulmoniques         | Sonante             | Spirante latérale   |                      |                      |                      |                      |                      |                      |                      |                      | l̪                    | l̥                    | l                    |                      |                      |                      | ɭ                    |                      |                      |                      | ɫ                    |                      | ʎ                    |                      | ʟ                    |                      |                      |                      |                      |                      |                      |                      |                      |                      |                      |
| Non pulmoniques     | Injective           | Injective           | ƥ                    | ɓ                    |                      |                      |                      |                      |                      |                      |                      | ƭ                    | ɗ                    |                      |                      |                      |                      |                      |                      |                      |                      | ƈ                    | ʄ                    | ƙ                    | ɠ                    |                      |                      | ʠ                    | ʛ                    |                      |                      |                      |                      |                      |                      |
| Non pulmoniques     | Clic centraux       | Clic centraux       | ʘ                    |                      |                      |                      |                      |                      |                      | ǀ                    |                      |                      |                      | ǃ                    |                      |                      |                      |                      |                      |                      |                      | ǂ                    |                      |                      |                      |                      |                      |                      |                      |                      |                      |                      |                      |                      |                      |
| Non pulmoniques     | Clic latéraux       | Clic latéraux       |                      |                      |                      |                      |                      |                      |                      |                      |                      | ǁ                    |                      |                      |                      |                      |                      |                      |                      |                      |                      |                      |                      |                      |                      |                      |                      |                      |                      |                      |                      |                      |                      |                      |                      |